# SHS in het seizoen 1963/64
Het seizoen 1963/1964 was het 10e jaar in het bestaan van de Haagse betaaldvoetbalclub SHS. De club kwam uit in de Eerste divisie en eindigde daarin op de derde plaats. Tevens deed de club mee aan het toernooi om de KNVB beker, hierin werd in de derde ronde verloren van Fortuna '54 (0–2).

## Wedstrijdstatistieken

### Eerste divisie
|       | BVV   | DWS   | Eindhoven | Elinkwijk | Enschedese Boys | Excelsior | Fortuna | RBC   | Sittardia | Telstar | Veendam | Velox | De Volewijckers | VVV   | Willem II |
| ----- | ----- | ----- | --------- | --------- | --------------- | --------- | ------- | ----- | --------- | ------- | ------- | ----- | --------------- | ----- | --------- |
| Thuis | 3 – 0 | 5 – 2 | 1 – 0     | 1 – 1     | 1 – 1           | 4 – 1     | 2 – 0   | 1 – 0 | 1 – 3     | 2 – 3   | 1 – 3   | 3 – 2 | 2 – 1           | 2 – 1 | 3 – 3     |
| Uit   | 0 – 4 | 2 – 1 | 2 – 4     | 2 – 1     | 2 – 4           | 0 – 2     | 1 – 2   | 1 – 1 | 3 – 0     | 0 – 1   | 2 – 1   | 1 – 1 | 3 – 1           | 0 – 1 | 2 – 2     |

### KNVB beker
| 1e ronde                                      | SHS                                         | 2 – 1 (1 – 1) | Leeuwarden                         |
| 29 september 1963 Plaats: Den Haag Houtrust   | Jan Fransz 14' Mick Clavan 55'              |               | 29' Jetze Pascal                   |
| 2e ronde                                      | SHS                                         | 4 – 2 (3 – 2) | Wageningen                         |
| 17 november 1963 Plaats: Den Haag Houtrust    | Leen de Visser 4', –', 75' Gerrie Hup 20'   |               | 1' Ton van de Weerd Joop Daalderop |
| 3e ronde                                      | Fortuna '54                                 | 2 – 0 (1 – 0) | SHS                                |
| 9 februari 1964 Plaats: Geleen Mauritsstadion | Aleksandar Petaković 30' Piet van Rhijn 84' |               |                                    |

## Statistieken SHS 1963/1964

### Eindstand SHS in de Nederlandse Eerste divisie 1963 / 1964
| Stand | Gespeeld | Gewonnen | Gelijk | Verloren | Punten | Doelpunten voor | Doelpunten tegen |
| ----- | -------- | -------- | ------ | -------- | ------ | --------------- | ---------------- |
| 3e    | 30       | 16       | 6      | 8        | 38     | 58              | 42               |

### Topscorers
| #      | Naam               | Goal |
| ------ | ------------------ | ---- |
| 1.     | Leen de Visser     | 17   |
| 2.     | Piet van der Maas  | 10   |
| 3.     | Theo Valkenhoff    | 9    |
| 4.     | Gerrie Hup         | 6    |
| 4.     | Maarten Trommel    | 6    |
| 6.     | Mick Clavan        | 3    |
| 7.     | Jan Fransz         | 2    |
| 7.     | Roel Timmer        | 2    |
| 7.     | Henk de Visser     | 2    |
| 10.    | Wim Anderiesen jr. | 1    |
| Totaal | Totaal             | 58   |

| #      | Naam           | Goal |
| ------ | -------------- | ---- |
| 1.     | Leen de Visser | 3    |
| 2.     | Mick Clavan    | 1    |
| 2.     | Jan Fransz     | 1    |
| 2.     | Gerrie Hup     | 1    |
| Totaal | Totaal         | 6    |

## Voetnoten
BVV ·
DHC ·
Elinkwijk ·
Enschedese Boys ·
Eindhoven ·
Excelsior ·
Fortuna ·
RBC ·
SHS ·
Sittardia ·
Telstar ·
Veendam ·
Velox ·
De Volewijckers ·
VVV ·
Willem II